# 图尔努德旺 (上比利牛斯省)
图尔努德旺（法語：Tournous-Devant）是法国上比利牛斯省的一个市镇，属于塔布区（Tarbes）加朗县（Galan）。该市镇总面积4.67平方公里，2009年时的人口为113人。

## 人口
图尔努德旺人口变化图示